# Nati nel 1967/Senza giorno specificato
| Questa pagina contiene informazioni ricavate automaticamente dalle voci biografiche con l'ausilio del template Bio e di un bot. L'aggiornamento è periodico e automatico e ricostruisce completamente la pagina. Se manca una persona in questa lista, sei pregato di non aggiungerla, ma accertati piuttosto che la sua voce biografica contenga il template Bio e che i dati anagrafici siano correttamente compilati. Se il template Bio manca, inseriscilo tu stesso o, in alternativa, metti l'avviso {{tmp\|Bio}} che ne segnala la mancanza. Se i dati riportati sono sbagliati, correggi direttamente la voce biografica; le modifiche saranno visibili in questa lista entro pochi giorni. Per chiarimenti vedi il progetto biografie. La lista contiene solo le 215 persone che sono citate nell'enciclopedia e per le quali è stato implementato correttamente il template Bio. Pagina aggiornata al 18 ago 2025. |

- Masanao Abe, astronomo giapponese
- Abu al-Walid, rivoluzionario saudita († 2004)
- Muhsin Al-Ramli, scrittore, poeta e traduttore iracheno
- Bahman Ahmadi Amouee, giornalista iraniano
- Bill Andrews, batterista statunitense
- Marco Armiliato, direttore d'orchestra italiano
- Agostino Arrivabene, pittore italiano
- Anna Maria Artoni, imprenditrice italiana
- Enrico Bassi, compositore e musicista italiano
- Enrico Benelli, archeologo e etruscologo italiano
- Derek Bermel, compositore, clarinettista e direttore d'orchestra statunitense
- Pietro Berti, politico e medico sammarinese
- Bïa, cantante brasiliana
- Francesco Fuzz Brasini, musicista italiano
- Ila Bêka, artista e regista italiano
- Cai Shangjun, regista e sceneggiatore cinese
- Emanuela Canepa, scrittrice italiana
- Pietro Cantarelli, musicista, compositore e produttore discografico italiano
- Matteo Carandini, neuroscienziato italiano
- Massimo Carnevale, fumettista e illustratore italiano
- Soraya Castillo, attrice italiana
- Vito Cea, regista italiano
- Francesco Cera, clavicembalista, organista e direttore d'orchestra italiano
- Dave Chavarri, batterista peruviano
- Mostafa Chendid, imam marocchino
- Ted Chiang, scrittore statunitense
- Serge Issa Coelo, regista ciadiano
- Andrea Cosentino, drammaturgo, attore teatrale e regista teatrale italiano
- Helen Cross, scrittrice inglese
- Manuel Curado, saggista e filosofo portoghese
- Giuseppe D'Agostino, mafioso italiano
- Dako Ofei, artista ghanese
- Elena Dan, cantante lirica rumena († 1996)
- De Luca & Forti, musicista e compositore italiano
- Pietro De Maria, pianista italiano
- Salvatore De Mola, sceneggiatore italiano
- Claire Dederer, scrittrice e giornalista statunitense
- Piergiorgio Di Cara, scrittore, sceneggiatore e poliziotto italiano
- Salvo Di Grazia, medico, divulgatore scientifico e saggista italiano
- Chahdortt Djavann, scrittrice e antropologa iraniana
- Giuseppe Donatiello, astronomo italiano
- Carmine Elia, regista italiano
- Emmanuel Eni, artista nigeriano
- Robyn Erbesfield, arrampicatrice statunitense
- Kodwo Eshun, scrittore e giornalista britannico
- N'Goné Fall, architetto e critico d'arte senegalese
- Flavio Favelli, artista italiano
- Francesco Fei, regista italiano
- Jon Harmon Feldman, sceneggiatore, produttore televisivo e regista statunitense
- Scott R. Fisher, effettista statunitense
- Giovanna Fra, artista e pittrice italiana
- Josh Friedman, sceneggiatore e produttore televisivo statunitense
- Barry Galvin, ex sciatore alpino statunitense
- Alberto Maria Gambino, giurista italiano
- Cesc Gay, regista spagnolo
- Michele Geraci, politico italiano
- Norbert Gertsch, musicologo tedesco
- Alex R. Gibbs, astronomo statunitense
- Richard Gierlinger, astronomo austriaco
- Trond-Øyvind Gimle, ex sciatore alpino norvegese
- Marco Gobetti, attore italiano
- Óscar Godoy, regista e sceneggiatore cileno
- Simona Gonella, regista teatrale italiana
- Allegra Goodman, scrittrice statunitense
- Siri Grundnes, ex biatleta norvegese
- Malte Grunert, produttore cinematografico tedesco
- Erdem Gül, giornalista e politico turco
- Helon Habila, poeta e scrittore nigeriano
- Trond Hafstad, ex sciatore alpino norvegese
- Kim Hagen Jensen, regista cinematografico danese
- Yūsaku Hanakuma, fumettista e illustratore giapponese
- Paul Harding, scrittore e musicista statunitense
- Noah Hawley, scrittore, sceneggiatore e produttore televisivo statunitense
- Dietmar Heidemann, filosofo tedesco
- Joshua Held, disegnatore e animatore italiano
- Muhsin Hendricks, imam, islamista e attivista sudafricano († 2025)
- Johann Hofer, ex sciatore alpino austriaco
- Matthew Holman, astrofisico statunitense
- Olaf Holzapfel, artista tedesco
- Edgar Honetschläger, regista e sceneggiatore austriaco
- Juliette Howell, produttrice cinematografica britannica
- Charlie Huston, scrittore e fumettista statunitense
- Krydz Ikwuemesi, artista nigeriano
- Stuart Immonen, fumettista canadese
- Honorée Fanonne Jeffers, scrittrice e poetessa statunitense
- Jane Jensen, cantante e attrice statunitense
- Sadie Jones, scrittrice e sceneggiatrice britannica
- Susanna Jones, scrittrice britannica
- Maurice Joshua, produttore discografico e disc jockey statunitense
- Amal al-Juburi, scrittrice, poetessa e giornalista irachena
- Malalai Kakar, poliziotta afghana († 2008)
- Panos Karnezis, scrittore greco
- Mike Kelley, produttore televisivo e sceneggiatore statunitense
- Alan Kent, scrittore britannico († 2022)
- Anthony Ker, scacchista e giocatore di bridge neozelandese
- Chandrashekhar Khare, matematico indiano
- Judy Kibinge, regista keniana
- Martin Kierszenbaum, produttore discografico e paroliere statunitense
- King Creosote, cantautore e chitarrista scozzese
- Alastair King, compositore britannico
- Saar Klein, montatore israeliano
- Jerry Kyd, ammiraglio britannico
- Derek Lam, stilista statunitense
- Adam Langer, giornalista e scrittore statunitense
- Amanda Langlet, attrice francese
- Jeffrey A. Larsen, astronomo statunitense
- Roberto Lasagna, critico cinematografico e saggista italiano
- Simone Leigh, artista statunitense
- Katrina Lindsay, costumista e scenografa britannica
- Massimiliano Locatelli, architetto e designer italiano
- Roberto Loreggian, clavicembalista e organista italiano
- Melissa Lucashenko, scrittrice australiana
- Marko Luoma, ex giocatore di football americano finlandese
- Isabelle Lévesque, poetessa e critica letteraria francese
- Ettore Maggi, scrittore e traduttore italiano
- Malam, artista camerunese
- Michele Masiero, fumettista italiano
- Laurent Mauvignier, scrittore francese
- Suzette Mayr, scrittrice canadese
- Michael McElroy, attore e cantante statunitense
- Denise McNee, attrice, sceneggiatrice e autrice televisiva britannica
- Steve McNiven, fumettista canadese
- Lisa McVey, poliziotta statunitense
- Eva Mei, soprano italiano
- Mohsen Melliti, scrittore e regista tunisino
- Stefano Miglietti, ultramaratoneta italiano
- Miles Millar, sceneggiatore e produttore cinematografico inglese
- Zanny Minton Beddoes, giornalista e economista britannica
- Sakineh Mohammadi Ashtiani, iraniana
- Mariko Mori, artista giapponese
- Gustavo Muler, astronomo spagnolo
- Laure Murat, storica e scrittrice francese
- Jama Musse Jama, scrittore e matematico somalo
- Sabah Naim, artista egiziana
- Jennifer Nansubuga Makumbi, scrittrice ugandese
- Matz, fumettista francese
- Knut Nordheim, ex sciatore alpino norvegese
- Erik Norlander, compositore, tastierista e polistrumentista statunitense
- Michael Nunn, ex ballerino, regista e produttore televisivo britannico
- Damien O'Donnell, regista irlandese
- José Luis Ortiz Moreno, astronomo spagnolo
- Angel Ortiz, pittore e writer statunitense
- Michael Ouweleen, dirigente d'azienda e sceneggiatore statunitense
- Enrico Pace, pianista italiano
- Roberto Pacini, regista e drammaturgo italiano
- Charlotte Page, attrice teatrale e soprano britannica
- Alejandro Palomas, scrittore e traduttore spagnolo
- Erz, cantante italiano
- David Peace, scrittore britannico
- Joe Penhall, commediografo, sceneggiatore e produttore televisivo britannico
- Peter Pichler, musicista, compositore e produttore discografico tedesco
- Marc Pilcher, truccatore e parrucchiere britannico († 2021)
- Antonio Pinto, compositore brasiliano
- Magnus Plessen, artista tedesco
- Wilky Poggiali, tiratore a segno italiano
- Laura Polverelli, mezzosoprano italiano
- Santiago Posteguillo, scrittore e linguista spagnolo
- Paola Predicatori, scrittrice italiana
- Francesca Provvisionato, mezzosoprano italiano
- Johara Valerie Racz, cantante e attrice britannica
- Øivind Ragnhildstveit, ex sciatore alpino norvegese
- Galatea Ranzi, attrice italiana
- Chris Rest, chitarrista statunitense
- Frank-Jürgen Richter, imprenditore e economista tedesco
- Peter Rock, scrittore statunitense
- Marco Rogliano, violinista italiano
- Vadim Rojdestvenskiy, ex pallanuotista e allenatore di pallanuoto sovietico
- Fabio Romano, pianista italiano
- Catarina Rosenqvist, ex sciatrice alpina svedese
- John Roth, chitarrista statunitense
- Abdul-Chalim Sadulaev, militare, imam e politico russo († 2006)
- Ramon Gener Sala, musicista, umanista e scrittore spagnolo
- Silvia Salvatici, storica italiana
- Marta Sanz, scrittrice spagnola
- Dave Sardy, produttore discografico e musicista statunitense
- Ana Laan, cantautrice spagnola
- Gregor Seyffert, ex ballerino, coreografo e direttore artistico tedesco
- Olivier Sibony, economista francese
- Mahmood Soliman, scrittore e regista egiziano
- Adam Somner, regista e produttore cinematografico britannico († 2024)
- Michael Stemmle, autore di videogiochi e designer statunitense
- Margaret Stohl, scrittrice statunitense
- Daniel Stoljar, filosofo australiano
- Philipp Stölzl, regista, sceneggiatore e scenografo tedesco
- Eric James Stone, scrittore statunitense
- Tristan Sturrock, attore britannico
- Annelie Sundgren, ex sciatrice alpina svedese
- James Surowiecki, giornalista e scrittore statunitense
- Brigham Taylor, produttore cinematografico statunitense
- Pascale Marthine Tayou, artista camerunese
- Marco Tencone, designer italiano
- Cecilia Tessieri Rabassi, imprenditrice italiana
- Angelica Tintori, fumettista e saggista italiana
- Barthélémy Toguo, artista camerunese
- Naoyuki Tomomatsu, regista e sceneggiatore giapponese
- Thomas Tönig, ex sciatore alpino austriaco
- Andreas Umland, politologo tedesco
- Alain Untergassmair, ex sciatore alpino italiano
- Nick Urata, musicista e compositore statunitense
- Ovidiu Vaduvescu, astronomo rumeno
- Amir Valle, scrittore, critico letterario e giornalista cubano
- Augusto Vecchi, illustratore, scrittore e editore italiano
- Lorenzo Vigas, regista, sceneggiatore e produttore cinematografico venezuelano
- Gregorio Vivaldelli, biblista e saggista italiano
- Enda Walsh, commediografo e sceneggiatore irlandese
- Mark Weigle, cantautore statunitense
- Klaus Werner-Lobo, giornalista e politico austriaco
- Paul Arnold Wiegert, astronomo canadese
- Edward Woodall, attore, insegnante e scenografo inglese
- Ulrika Wärvik, ex sciatrice alpina svedese
- Jerry Yang, giocatore di poker laotiano
- Reiko Yoshida, sceneggiatrice giapponese
- Dhafer Youssef, musicista e cantante tunisino
- Emin Çapa, giornalista e economista turco
- Matej Čuješ, ex sciatore alpino sloveno